# Erystyka
Erystyka – sztuka doprowadzania sporów do korzystnego rozwiązania bez względu na prawdę materialną. Słowo pochodzi z klasycznego języka greckiego – eristikós, czyli kłótliwy, od éris oznaczający kłótnię, spór, walkę oraz imię bogini niezgody, córki Nocy, towarzyszki Aresa na polu bitwy, będącej uosobieniem waśni, niezgody i kłótni.

## Rozumienie erystyki według Schopenhauera
Termin jako samodzielne pojęcie został do nowożytnej myśli filozoficznej (i socjologicznej) wprowadzony, a właściwie przypomniany, przez A. Schopenhauera w napisanej ok. 1830 krótkiej rozprawce Die eristische Dialektik, wydanej dopiero w spuściźnie pośmiertnej (1864) – w języku polskim w przekładzie J. Lorentowicza po raz pierwszy w 1893 jako Sztuka prowadzenia sporów i w kolejnym przekładzie B. i Ł. Konorskich, wydanym po raz pierwszy w 1973 r., jako Erystyka, czyli sztuka prowadzenia sporów (podane są tu wszystkie – do roku 1970 – wydania niemieckie rozprawki).
Schopenhauer w swoim tekście używa terminu dialektyka erystyczna jako pojęcia podstawowego, wywodzonego z filozofii antycznej, a dokładnie wyłącznie z pism Arystotelesa. Przeciwstawia i starannie rozgranicza w swoim rozumowaniu dwa pojęcia – logikę i dialektykę. To ostatnie przedstawia jako sztukę rozmawiania, a ściślej – dyskutowania lub wspólnego rozumowania rozmówców, czyli rozważania kwestii w drodze rozmowy, ale tak, aby zachować pozory racji – per fas et nefas (wszelkimi dozwolonymi i niedozwolonymi środkami). Wyjaśniając przyczyny takiego postępowania, Schopenhauer przytacza swoje znane pesymistyczne argumenty co do natury ludzkiej – ludzie są z natury źli, nieuczciwi, próżni i gadatliwi. W zasadniczej części rozprawy autor względem sformułowanej przez przeciwnika tezy definiuje dwie drogi i dwa sposoby jej zwalczania, co nazywa osteologią każdej dyskusji. Następnie podaje 38 (37 numerowanych i jeden oznaczony jako ostatni) sposobów lub chwytów erystycznych. Niektóre sposoby mają nazwy (często łacińskie), jak np. sposób 1 uogólnienie, 2 homonimia, 25 exemplum in contrarium (przykład przeciwieństwa), 26 retorsio argumenti (odwrócenie kierunku argumentu), 29 dywersja.
Według zgodnej opinii odbiorców tej pracy Schopenhauera, pokrywającej się zresztą z wielokrotnie przez niego podkreślanym stanowiskiem, nie należy traktować Erystyki jako elementarza czy przewodnika do stosowania oszukańczych (szalbierczych według Kotarbińskiego) reguł w sporze niezależnie od tego, po której stronie jest słuszność, prawda. Wręcz przeciwnie, intencją autora osteologii erystyki było podanie znającym jego pracę możliwości uprzytomnienia sobie różnych potencjalnych przyrodzonych lub wyćwiczonych wykrętnych forteli, używanych w sporach przez ludzi nierzetelnych.

## Rozumienie erystyki według Kotarbińskiego
Tadeusz Kotarbiński w artykule L’éristique – cas particulier de la théorie de la lutte, „Logique et Analyse”, 21-22, 1963 twierdzi, że erystyka, będąc kunsztem prowadzenia sporu, stanowi zarówno element ogólniejszej biegłości w argumentacji, jak i szczególny przypadek sztuki walki nazwanej przez niego agonistyką.
Jednocześnie Kotarbiński w napisanej w 1968 przedmowie do tłumaczenia Konorskich uznał podejście Schopenhauera za ujęcie tylko fragmentu szeroko rozumianego pojęcia. Argumentuje, że autorowi chodzi tylko o takie chwyty używane przez adwersarzy, którzy za cenę poprawności wywodu, słuszności, prawdy wreszcie, a więc za wszelką cenę chcą bezwzględnie postawić na swoim – doprowadzić do uznania, że mają rację.
W Logice dla prawników Kotarbiński napisał, iż erystyka to "sztuka prowadzenia sporów tak, aby wygrać spór w obliczu osób rozstrzygających, np. sędziego lub grona stanowiącego", a dalej wskazuje, że "trzeba wiedzieć, jak można pomóc sobie lojalnie w obronie słusznej sprawy i na co się może zdobyć nielojalny sprytny przeciwnik".
Tadeusz Kotarbiński przedstawił główne fortele erystyczne, za pomocą których możemy wygrać spór, bądź obronić swoje racje.
Pierwszym z nich jest „onus probandi, czyli ciężar dowodu”. W toczącym się sporze jedna ze stron jest zazwyczaj w lepszej sytuacji, a druga w gorszej. Zakładając, że jedna strona jest na przykład w posiadaniu dobra materialnego, a druga rości sobie pretensje do tego dobra, to na osobie inicjującej spór spoczywa „ciężar dowodu”. W sprawie ważne jest, aby „ciężar dowodu” od początku ciążył na przeciwniku, który obarczony jest uzasadnieniem swoich roszczeń.
Innym chwytem jest metoda „zabierania głosu w dyskusji na ostatnim miejscu”. Po zapoznaniu się z argumentami stron sporu, osoba zabierająca głos jako ostatnia uniemożliwia drugiej stronie wypowiedzenie się.
Kotarbiński wspomina również o „ogólnych metodach walki skutecznej”. Zarówno w walce, jak i w sporze trzeba przejąć inicjatywę na początku swego działania, pokierować sprawę według swego toku myślenia. Należy także atakować, a nie tylko bronić. Na atak odpowiadać atakiem.
Proponuje się „koncentrację działań” aby przedstawione argumenty były wystarczające, by uzasadnić swój pogląd w sprawie.
Inną techniką jest „zwalczanie przeciwnika jego własną bronią”.
Stosowanie „zasady zaskoczenia”, gdy na przykład stronę przeciwną przekonaliśmy do przedstawionych prawd, a na koniec dyskusji przedstawimy wniosek końcowy, którego się nie spodziewał przeciwnik, bądź przekażemy nieznaną, a zarazem istotną informację w sprawie.
Kotarbiński analizuje zasady erystyczne mało moralne, do których należy między innymi „wprowadzanie przeciwnika w błąd” oraz „wieloznaczność wyrazów”, mające na celu osiągnięcie sukcesu, wygrania sprawy poprzez „zohydzenie przeciwnika”. Stosuje się „argumentum ad hominem i argumentum ad personam”. Pierwszy argument (łac. „argument do człowieka”) polega na tym, że osoba w sporze powołuje się na to, co oponent wcześniej powiedział lub zrobił, aby w oparciu o to, dowieść słuszności swojego wniosku lub wykazać mu sprzeczności zmuszając do zmiany zdania (wiele opracowań, a nawet podręczników do logiki, znosi rozróżnienie na argumenty ad hominem i ad personam, którego Kotarbiński bronił).
Drugi argument (łac. „argument wymierzony w osobę”) – osoba prowadząca spór przedstawia cechy, poczynania przeciwnika, gdy brak możliwości wygrania sprawy na właściwe argumenty.
W erystyce zauważamy połączenie sprytu z mądrym użyciem danej techniki. Jednakże wszystko, co jest oparte na fałszywych stwierdzeniach, skutkuje krótkotrwałym sukcesem, a osobie tym się posługującej odbiera zaufanie.  
Zdecydowanie „inaczej wyglądają normy dyskusji rzeczowej”, które mają na celu ukazanie prawdy w sposób rzetelny. Strony konfliktu nie koncentrują się na niekorzystnych argumentach przeciwnika, co uczyniłby erysta, lecz starają się usłyszeć od drugiej strony sporu jak najwięcej informacji służących do ustalenia prawdy. „Ty będziesz próbował bronić swojej hipotezy, a ja swojej i zobaczymy, co z tego wyniknie. Ja będę próbował obalać twoje twierdzenia, a ty – moje. Próbujmy podważać w dociekaniu wszystko, gdyż w ten tylko sposób można wykryć to, co się podważyć nie da. To, co się ostoi, będzie prawdą wspólnie uznaną i niechaj ona się okaże jedynym w sporze zwycięzcą”.

## Wcześniejsze dociekania
Schopenhauer twierdził, że problem erystyki do czasu jego rozmyślań był polem prawie dziewiczym, gdyż po usilnych poszukiwaniach mógł przytaczać jedynie Arystotelesa, a wspomniał jeszcze za Diogenesem Laertiosem Teofrasta z jego wszystkimi zaginionymi dziełami (nie jest jasne, o kim tak wypowiada się Schopenhauer, gdyż zachowały się pewne dzieła znanego Teofrasta z Eresos).
Kotarbiński wymienia w przedmowie dodatkowo traktat Maksymosa O zarzutach trudnych do odparcia (Peri ton alyton antitheseon).

## Metody erystyczne (według Schopenhauera)[3]
Oto skrót sposobów nieuczciwej dyskusji (dialektyki erystycznej):
1. Uogólnienie (instantia) – rozszerzanie wypowiedzi przeciwnika poza jej normalne granice (bardziej ogólnikowe twierdzenie łatwiej zaatakować).
2. Zastosowanie homonimii do jakiegoś słowa użytego przez przeciwnika, by rozszerzyć jego wypowiedź i wtedy ją obalić.
3. Przyjęcie twierdzenia powiedzianego w sensie relatywnym jako powiedziane absolutnie lub ujęcie go pod innym kątem i w ten sposób jego obalenie (relative – absolute).
4. Podawanie rozproszonych przesłanek (także błędnych), tak by przeciwnik nie zorientował się, do czego zmierzamy. Kiedy przeciwnik już zaakceptuje wszystko co potrzebne, zrobienie z nich wniosku przez niego niespodziewanego.
5. Ukryta petitio principii: zakładanie tego, czego chcemy dowieść, używając na początku zmienionych nazw lub posługując się na początku ogólnikami, które łatwiej zaakceptować.
6. Zadawanie wielu pytań naraz i obszernie, ukrywając to, na czym zależy nam w odpowiedziach przeciwnika – trudno mu wtedy zorientować się w biegu rozumowania i przeoczy nasze ewentualne błędy i braki we wnioskowaniu.
7. Wyprowadzenie przeciwnika dyskusji z równowagi (przez bezczelne zachowanie względem niego, im bardziej subtelne i trudne do wykrycia przez obserwatorów dyskusji, tym lepiej), gdyż zdenerwowany nie będzie w stanie wszystkiego przemyśleć i dopilnować, a także straci pewność siebie.
8. Pomieszanie kolejności wnioskowania (zadając pytania w niewłaściwej kolejności), tak że przeciwnik pogubi się w wywodzie.
9. Zadawanie pytań do poszczególnych przypadków, na które przeciwnik prawidłowo odpowie i następnie, bez pytania go, założenie, że zgodził się z tezą, która potwierdzałyby te przypadki (choć wcale nie musi ona koniecznie z nich wynikać).
10. Wybieranie słów/porównań które będą nam pasowały, np. kiedy przeciwnik proponuje jakąś zmianę, nazwać ją złośliwie "nowinką" i przeciwstawić "zastanemu porządkowi", natomiast kiedy od nas wychodzi taka propozycja, przeciwstawiamy ją "zacofaniu". Innymi słowy – nadawanie nazwy pozytywne lub negatywne w zależności od potrzeby.
11. Zaproponowanie przeciwnikowi wyboru między proponowaną przez nas tezą a przejaskrawioną antytezą. (Szare obok białego wydaje się czarnym, a obok czarnego wydaje się białym).
12. Triumfalne ogłoszenie, że się czegoś dowiodło, choć wcale z dyskusji tak nie wynika (często skutkuje przy nieśmiałym przeciwniku).
13. Przedstawienie przeciwnikowi jakiekolwiek słuszne, choć nie oczywiste, stwierdzenie. Jeśli odrzuci (przez podejrzliwość) – wykazujemy, że jest słuszne i triumfujemy; jeśli przyjmie – mamy plus, bo zgodził się z naszym twierdzeniem.
14. Argumentum ad hominem lub ex concessis: Szukanie w wypowiedzi przeciwnika sprzeczności z akceptowaną przez niego szkołą, grupą, do której należy lub sposobem postępowania, np.: "I ty, Polak, mówisz takie rzeczy!?".
15. Kiedy przeciwnik postawił mocny kontrargument, wykorzystać podwójne znaczenie tego, co powiedzieliśmy, mimo że początkowo nie o to znaczenie nam chodziło.
16. Mutatio controversiae: Widząc, że przeciwnik podąża argumentacją, którą nas pobije, wytrącić go z biegu, zmienić temat, odwrócić uwagę.
17. Kiedy przeciwnik żąda konkretnych argumentów przeciw jego twierdzeniu, a ich nie znajdujemy, uciec się do ogólników powiązanych z jego tezą i później je podważyć argumentując choćby omylnością ludzkiej wiedzy.
18. Fallacia non causae ut causae: Potraktować uzgodnione wspólnie przesłanki jako dowód naszej tezy, choć brakuje wśród nich jeszcze kilku, których nie przyjęły obydwie strony.
19. Kiedy przeciwnik użył argumentu tego typu, o jakich piszemy (nieuczciwych), lepiej jest nie tyle wykazać jego pozorność, ale użyć podobnego argumentu, który postawi przeciwnika w gorszej pozycji niż gdybyśmy wykazali pozorność jego argumentu.
20. Podać to, do czego przekonuje nas przeciwnik, za petitio principii, kiedy przekonuje nas do czegoś wątpliwego, spornego. Wydaje się to wtedy bardzo prawdopodobnym dla słuchaczy, bo widzą w tym także problem tak jak w głównym problemie dyskusji.
21. Opierać się tak długo argumentacji przeciwnika, nie uznając jej, aż rozszerzy je poza granice prawdy, tak że łatwo obalimy taki argument. Powstaje wtedy wrażenie, że obaliliśmy główny argument.
22. Argumentum ad auditorem – zwracać się bezpośrednio do audytorium, zamiast do oponenta. Zamiast odpowiadać racjonalnie na zarzuty stawiane przez rozmówcę, w sposób populistyczny, odwoływać się do gustów i upodobań słuchaczy. Pozyskanie audytorium ma na celu wywarcie presji na oponencie, który nie będzie miał śmiałości przeciwstawić się opiniom grona słuchaczy.
23. Dywersja: Widząc, że zaczynamy przegrywać, rozpoczynamy mówić zupełnie o czymś innym, jak gdyby to było argumentem przeciwnym (bezczelne, kiedy nie dotyczy to w ogóle tematu dyskusji).
24. Argumentum ad verecundiam: Używać zamiast argumentów odwołań do autorytetów, szczególnie tych, które są powszechnie szanowane, w razie potrzeby przekręcając lub fałszując cytaty. Słabość: Jeśli przeciwnik jest dobrze zorientowany, może to wykazać lub podać inny autorytet mający inne zdanie w tej kwestii.
25. Przyklejanie etykietki – Kiedy twierdzenie przeciwnika podobne jest do jakiejś herezji, błędnej nauki, ktoś może przyczepić mu etykietkę nazywając ją spirytualizmem, idealizmem itp.
26. Powiedzieć, że w teorii to ładnie wygląda, ale praktyka pokazuje inaczej. (Jak gdyby teoria czegoś nie uwzględniała).
27. Zadać pytanie związane z tematem, na które przeciwnik nie będzie w stanie odpowiedzieć i w ten sposób, pokazując jego niekompetencję, przekonać wszystkich, że to my mamy rację.
28. Argumentum ab utili: Zadziałać na wolę, a nie na rozum – kiedy uda nam się przekonać, że korzystniej dla wszystkich (a przynajmniej słuchaczy, zwolenników), żebyśmy przyjęli nasze rozwiązanie (choćby było ono zupełnie błędne), będą chcieli bardziej przychylić się do naszej argumentacji.
29. Sprawić przez potok bezsensownych słów (pozornie wyglądający dobrze, z poważną miną), że przeciwnik pogubi się, uznając je za najważniejszy argument tezy. Działa szczególnie wtedy, gdy przeciwnik udaje, że wszystko zrozumiał.
30. Jeśli przeciwnik ma rację, ale użył błędnej argumentacji, obalić argument, uznając, że obaliliśmy całą tezę. Jest to jedna z najpowszechniej używanych metod erystycznych.
31. Metoda ironicznej niekompetencji – Granie głupa: Jeśli przeciw racjom wysuniętym przez przeciwnika nic nie potrafimy znaleźć, z subtelną ironią należy ogłosić swoją niekompetencję: "To, co pan mówi, daleko wykracza poza granice mojej ubogiej pojętności, nie wykluczam przeto, iż ma pan rację, zrozumieć tego jednak nie potrafię". Jeśli wśród słuchaczy cieszymy się jakimś uznaniem, delikatnie dajemy im do zrozumienia, iż oponent plecie bzdury. Z chwytu tego można korzystać tylko w tych warunkach, gdy pewni jesteśmy, że słuchacze mają nas w wyższym poważaniu niż przeciwnika, np. gdy dochodzi do sporu między profesorem a studentem. Oparcia szuka się we własnym autorytecie, nie w racjach.
32. Argument ostatni – ad personam: Widząc, że przeciwnik jest mocniejszy, atakować go osobiście, obrażać lub w jakikolwiek sposób porzucać prawdziwy przedmiot sporu. Rzucać inwektywami – używanie słów obraźliwych wobec przeciwnika, np. "Ty i całe twoje stronnictwo jesteście przykładami chorej ambicji, przy maleńkich móżdżkach".